# 貝克特 (新澤西州)
貝克特（英語：Beckett）是位於美國新澤西州格洛斯特縣的普查規定居民點。

## 人口
根據2020年美國人口普查的數據，貝克特的面積為4.65平方千米，當中陸地面積為4.52平方千米，而水域面積為0.13平方千米。當地共有人口4834人，而人口密度為每平方千米1,039.57人。